# Campeonato Mundial de Remo de 1978
El VIII Campeonato Mundial de Remo se celebró en dos sedes, las clases ligeras en Copenhague (Dinamarca) entre el 5 y el 6 de agosto y el resto de clases en Cambridge (Nueva Zelanda) entre el 30 de octubre y el 4 de noviembre de 1978 bajo la organización de la Federación Internacional de Sociedades de Remo (FISA), la Federación Neozelandesa de Remo y la Federación Danesa de Remo.
Las competiciones se realizaron en las aguas del lago Karapiro, ubicado al sudeste de la localidad neozelandesa, y en el lago Bagsværd, ubicado al norte de la capital danesa.

## Medallistas

### Masculino
| Evento                         | Oro | Plata | Bronce |
| ------------------------------ | --- | --- | --- |
| Scull individual M1X           | Peter-Michael Kolbe RFA | Rüdiger Reiche República Democrática Alemana | Milorad Stanulov Yugoslavia |
| Doble scull M2X                | Alf Hansen · Frank Hansen · Noruega · | Christopher Baillieu Michael Hart Reino Unido | Bruno Saile · Jörg Weitnauer · Suiza · |
| Cuatro scull M4X               | Joachim Dreifke Karl-Heinz Bußert Martin Winter Frank Dundr RDA                                                                                   | Roland Weill Roland Thibaut Jean-Raymond Peltier Christian Marquis Francia                                                                                         | Michael Dürsch Raimund Hörmann Albert Hedderich Dieter Wiedenmann Reino Unido                                                                 |
| Dos sin timonel M2-            | Bernd Landvoigt Jörg Landvoigt RDA | John Roberts James Clark Reino Unido | Dominique Lecointe Jean-Claude Roussel Francia                                                                                                |
| Dos con timonel M2+            | Jürgen Pfeiffer Gert Übeler Olaf Beyer (t) RDA | Karel Neffe Karel Mejta Jiří Pták (t) Checoslovaquia | Adam Tomasiak · Grzegorz Nowak · Ryszard Kubiak (t) · Polonia ·                                                                               |
| Cuatro sin timonel M4-         | Vladimir Preobrazhenski Nikolai Kuznetsov Valeri Dolinin Anatoli Nemtyriov URSS                                                                   | Siegfried Brietzke Andreas Decker Stefan Semmler Wolfgang Mager RDA                                                                                                | Martin Cross David Townsend Ian McNuff John Beattie Reino Unido                                                                               |
| Cuatro con timonel M4+         | Ullrich Dießner Gottfried Döhn Walter Dießner Dieter Wendisch Andreas Gregor (t) RDA                                                              | Wolf-Dieter Oschlies Wolfram Thiem Frank Schütze Gabriel Konertz Helmut Sassenbach (t) RFA                                                                         | Ivan Botev Nasko Markov Rumen Jristov Tsvetan Petkov Nenko Dobrev (t) Bulgaria                                                                |
| Ocho con timonel M8+           | Matthias Schumann Ulrich Karnatz Gerd Sredzki Andreas Ebert Friedrich-Wilhelm Ulrich Harald Jährling Uwe Dühring Bernd Höing Bernd Kaiser (t) RDA | Volker Sauer Klaus Roloff Fritz Schuster Heribert Karches Werner Hellwig Winfried Ringwald Thomas Scholl Diethelm Maxrath Hartmut Wenzel (t) RFA                   | Mark James Gregory Johnston David Rodger Desmond Lock Ross Lindstrom David Lindstrom Ivan Sutherland Noel Mills Alan Cotter (t) Nueva Zelanda |
| Scull individual ligero LM1X   | José Antonio Montosa España | Morten Espersen Dinamarca | William Belden Estados Unidos |
| Doble scull ligero LM2X        | Pål Børnick · Arne Gilje · Noruega · | Ed Maan · Roel Michels · Países Bajos · | Stan Depman Fred Duling Estados Unidos |
| Cuatro sin timonel ligero LM4- | Michael Raduner · Thomas von Weissenfluh · Pierre Zentner · Pierre Kovacs · Suiza ·                                                               | Peter van Berkel · Willem Appeldoorn · Richard Helsloot · Paul Paulsen · Países Bajos ·                                                                            | Vaughan Bollen Peter Antonie Simon Gillett Geoffrey Rees Australia                                                                            |
| Ocho con timonel ligero LM8+   | Stephen Simpole Nigel Read Christopher Drury Robert Downie Clive Roberts Peter Zeun John Melvin Anthony French Colin Moynihan (t) Reino Unido     | Henk van der Kwast · Hans Lycklama · Hans Povel · Bert van Baal · Rob Uilenbroek · Markus Emke · Ton Lucassen · Dick Swenne · Jan van Prooyen (t) · Países Bajos · | Dennis Hatcher Malcolm Robertson Phillip Gardiner Bob Cooper Lyall McCarthy Ian Porter Jeff Sykes Colin Smith Adrian Maginn (t) Australia     |

### Femenino
| Evento                        | Oro | Plata | Bronce |
| ----------------------------- | --- | --- | --- |
| Scull individual W1X          | Christine Scheiblich RDA | Anna Kondrashina URSS | Mariann Ambrus · Hungría · |
| Doble scull W2X               | Svetla Otsetova Zdravka Yordanova Bulgaria | Liudmila Parfionova Eleonora Kaminskaitė URSS                                                                                          | Elizabeth Hills-O'Leary Lisa Hansen Stone Estados Unidos |
| Cuatro scull con timonel W4X+ | Rumeliana Boncheva Rositsa Spasova Dolores Nakova Anka Bakova Anka Eftimova (t) Bulgaria                                                               | Sabine Reuter Petra Finke Veronika Walterfang Anne Dickmann Kathrien Plückhahn (t) RFA                                                 | Reet Palm Yelena Jloptseva Olga Vasilchenko Nadezhda Kotsochkina Nadezhda Chernyshova (t) URSS                                                                 |
| Dos sin timonel W2-           | Cornelia Bügel Ute Steindorf RDA | Susan Antoft · Elizabeth Craig · Canadá ·                                                                                              | Joke Dierdorp · Karin Abma · Países Bajos · |
| Cuatro con timonel W4+        | Kersten Neisser Angelika Noack Marita Sandig Ute Skorupski Kirsten Wenzel (t) RDA                                                                      | Carol Brown Anita DeFrantz Cozema Crawford Nancy Storrs Hollis Hatton (t) Estados Unidos                                               | Elena Horvat Florica Petcu Florica Silaghi Georgeta Militaru Aneta Matei (t) Rumania                                                                           |
| Ocho con timonel W8+          | Valentina Zhulina Mariya Paziun Nina Antoniuk Tatiana Buniak Nadezhda Dergachenko Nina Umanets Yelena Terioshina Olga Pivovarova Nina Frolova (t) URSS | Silvia Fröhlich Renate Neu Dagmar Bauer Gabriele Kühn Petra Köhler Henrietta Ebert Birgit Schütz Christiane Köpke Marina Wilke (t) RDA | Joy Fera · Christine Neuland · Gail Cort · Monica Draeger · Elizabeth Jacklin · Kimberley Gordon · Dolores Young · Patricia Smith · Trudy Flynn (t) · Canadá · |

## Medallero
| Núm. | País           | Oro | Plata | Bronce | Total |
| ---- | -------------- | --- | ----- | ------ | ----- |
| 1    | RDA            | 8   | 3     | 0      | 11    |
| 2    | URSS           | 2   | 2     | 1      | 5     |
| 3    | Bulgaria       | 2   | 0     | 1      | 3     |
| 4    | Noruega        | 2   | 0     | 0      | 2     |
| 5    | RFA            | 1   | 3     | 0      | 4     |
| 6    | Reino Unido    | 1   | 2     | 2      | 5     |
| 7    | Suiza          | 1   | 0     | 1      | 2     |
| 8    | España         | 1   | 0     | 0      | 1     |
| 9    | Países Bajos   | 0   | 3     | 1      | 4     |
| 10   | Estados Unidos | 0   | 1     | 3      | 4     |
| 11   | Canadá         | 0   | 1     | 1      | 2     |
| 11   | Francia        | 0   | 1     | 1      | 2     |
| 13   | Checoslovaquia | 0   | 1     | 0      | 1     |
| 13   | Dinamarca      | 0   | 1     | 0      | 1     |
| 15   | Australia      | 0   | 0     | 2      | 2     |
| 16   | Hungría        | 0   | 0     | 1      | 1     |
| 16   | Nueva Zelanda  | 0   | 0     | 1      | 1     |
| 16   | Polonia        | 0   | 0     | 1      | 1     |
| 16   | Rumania        | 0   | 0     | 1      | 1     |
| 16   | Yugoslavia     | 0   | 0     | 1      | 1     |
|      | TOTAL          | 18  | 18    | 18     | 54    |